# Primeira Divisão 1995-1996
La Primeira Divisão 1995-1996 è stata la 58ª edizione della massima serie del campionato portoghese di calcio e si è conclusa con la vittoria del Porto, al suo quindicesimo titolo.
Capocannoniere del torneo è stato Domingos (Porto) con 25 reti.

## Classifica finale
|    | Classifica        | Pt | G  | V  | N  | P  | GF | GS |
| -- | ----------------- | -- | -- | -- | -- | -- | -- | -- |
| 1  | Porto             | 84 | 34 | 26 | 6  | 2  | 84 | 20 |
| 2  | Benfica           | 73 | 34 | 22 | 7  | 5  | 57 | 27 |
| 3  | Sporting          | 67 | 34 | 19 | 10 | 5  | 69 | 27 |
| 4  | Boavista          | 65 | 34 | 19 | 8  | 7  | 59 | 28 |
| 5  | Vitória Guimarães | 62 | 34 | 19 | 5  | 10 | 55 | 39 |
| 6  | Belenenses        | 51 | 34 | 14 | 9  | 11 | 53 | 33 |
| 7  | Leiria            | 47 | 34 | 14 | 5  | 15 | 38 | 50 |
| 8  | Braga             | 45 | 34 | 12 | 9  | 13 | 44 | 47 |
| 9  | Marítimo          | 43 | 34 | 12 | 7  | 15 | 39 | 53 |
| 10 | Salgueiros        | 36 | 34 | 7  | 15 | 12 | 39 | 49 |
| 11 | Estrela Amadora   | 35 | 34 | 7  | 14 | 13 | 35 | 50 |
| 12 | Gil Vicente       | 36 | 34 | 9  | 9  | 16 | 31 | 49 |
| 13 | Farense           | 36 | 34 | 10 | 6  | 18 | 36 | 45 |
| 14 | Leça              | 34 | 34 | 9  | 7  | 18 | 29 | 55 |
| 15 | Chaves            | 34 | 34 | 9  | 7  | 18 | 38 | 56 |
| 16 | Felgueiras        | 33 | 34 | 8  | 9  | 17 | 29 | 47 |
| 17 | Campomaiorense    | 33 | 34 | 10 | 3  | 21 | 32 | 69 |
| 18 | Tirsense          | 31 | 34 | 7  | 10 | 17 | 30 | 53 |

### Verdetti
- Porto campione di Portogallo 1995-1996.
- Porto qualificato alla fase a gironi della UEFA Champions League 1996-1997
- Benfica qualificato alla fase a gironi della Coppa delle Coppe 1996-1997
- Sporting Lisbona,  Boavista e  Vitória Guimarães qualificate al primo turno della Coppa UEFA 1996-1997.
- Felgueiras,  Campomaiorense e  Tirsense retrocesse in Segunda Liga 1996-1997.

## Classifica marcatori
| Gol |  |  | Giocatore                  | Squadra           |
| --- |  |  | -------------------------- | ----------------- |
| 25  |  |  | Domingos                   | Porto             |
| 18  |  |  | João Pinto                 | Benfica           |
| 15  |  |  | Edinho                     | Vitória Guimarães |
| 15  |  |  | Constantino Jardim         | Leça              |
| 15  |  |  | Leonson Lewis              | Felgueiras        |
| 14  |  |  | Artur Oliveira             | Boavista          |
| 13  |  |  | Maurício Cabedelo          | União Leiria      |
| 13  |  |  | Edmilson Gonçalves Pimenta | Porto             |
| 12  |  |  | Jimmy Floyd Hasselbaink    | Campomaiorense    |
| 10  |  |  | Paulo Alves                | Sporting Lisbona  |
| 10  |  |  | Alex Bunbury               | Marítimo          |